# 許されざる者 (2013年の映画)
『許されざる者』（ゆるされざるもの）は、2013年9月13日に公開された日本映画。監督は李相日。PG12指定。
1992年に公開されたクリント・イーストウッド監督・主演による西部劇映画『許されざる者』のリメイクである日本の時代劇映画。アカデミー賞作品賞受賞作が日本映画としてリメイクされるのは、今回が初めてである。
今作では、オリジナルの設定と同時期の明治時代初期の蝦夷地を舞台に、江戸幕府側の残党・釜田十兵衛が再び賞金稼ぎとして戦いに身を投じるさまを描く。
また、2013年12月6日から8日にかけてアメリカ合衆国・ロサンゼルスで開催されたLA EigaFest 2013では招待作品として上映された。

## キャスト
釜田十兵衛：渡辺謙
主人公。
オリジナル版のウィリアム・ビル・マニー（演：クリント・イーストウッド）にあたる。
馬場金吾：柄本明
十兵衛の相棒。
オリジナル版のネッド・ローガン（演：モーガン・フリーマン）にあたる。
沢田五郎：柳楽優弥
十兵衛とともに賞金首を追うアイヌと和人のハーフの青年。
オリジナル版のスコフィールド・キッド（演：ジェームズ・ウールヴェット）にあたる。
なつめ：忽那汐里
遊女。堀田佐之助に斬りつけられ、心に大きな傷を負う。
オリジナル版のディライラ・フィッツジェラルド（演：アンナ・トムソン）にあたる。
お梶：小池栄子
年長の女郎。
オリジナル版のストロベリー・アリス（演：フランシス・フィッシャー）にあたる。
秋山喜八：近藤芳正
女郎宿を兼ねた酒場の主人。なつめ・お梶の雇い主。
オリジナル版のスキニー・デュボイス（演：アンソニー・ジェームズ）にあたる。
北大路正春：國村隼
長州出身の勤皇の志士。
オリジナル版のイングリッシュ・ボブ（演：リチャード・ハリス）にあたる。
姫路弥三郎：滝藤賢一
小説家。北大路正春の腰巾着。
オリジナル版のW・W・ブーシャンプ（演：ソウル・ルビネック）にあたる。
堀田佐之助：小澤征悦
元仙台藩士の開拓民。堀田卯之助の兄。
オリジナル版のクイック・マイク（演：デビッド・ムッチ）にあたる。
堀田卯之助：三浦貴大
堀田佐之助の弟。
オリジナル版のディビー・ブンティング（演：ロブ・キャンベル）にあたる。
大石一蔵：佐藤浩市
警察署長。
オリジナル版のリトル・ビル・ダゲット（演：ジーン・ハックマン）にあたる。

## 製作
本作の企画は2011年5月、李監督らによりオリジナル作の著作権を持つアメリカの映画会社・ワーナー・ブラザースに持ち込まれた。同年8月に渡辺謙の主演が内定、同年11月にワーナーとイーストウッドから製作許可が下り、脚本執筆が開始された。2012年6月に李監督の脚本が承認され、最終的な製作許可が下りた。
撮影は2012年9月22日に阿寒湖で開始され、10月1日から11月27日まで上川町に設営されたオープンセットを中心に北海道でのオールロケが敢行された。
キャッチコピーは「人は、どこまで許されるのか。」。

## スタッフ
- 監督・アダプテーション脚本：李相日
- 音楽：岩代太郎
- 原作：デヴィッド・ピープルズ著・ワーナー・ブラザース製作映画「許されざる者」
- 製作総指揮：ウィリアム・アイアトン
- 製作：久松猛朗
- エグゼクティブプロデューサー：小岩井宏悦、石田雄治
- Co.エグゼクティブプロデューサー：由里敬三、鳥羽乾二郎、佐々木史朗
- プロデューサー：久保田傑、高橋信一
- ラインプロデューサー：押田興将
- 撮影：笠松則通
- 照明：渡邊孝一
- 録音：白取貢
- 美術：原田満生、杉本亮
- 装飾：渡辺大智
- 編集：今井剛
- 衣装デザイン：小川久美子
- ヘアメイク：橋本申二
- スクリプター：杉本友美
- キャスティングディレクター：元川益暢
- 助監督：久万真路
- 制作担当：金子堅太郎
- 制作プロダクション：日活、オフィス・シロウズ
- 製作・配給：ワーナー・ブラザース映画

## 受賞歴
- 第37回日本アカデミー賞[6]
  - 優秀主演男優賞（渡辺謙）
  - 新人俳優賞（忽那汐里、『つやのよる ある愛に関わった、女たちの物語』と合わせて）
  - 最優秀撮影賞（笠松則通）
  - 最優秀照明賞（渡邊孝一）
  - 優秀美術賞（原田満生、杉本亮）
- ジャパンアクションアワード2014[7]
  - ベストアクションシーン（十兵衛VS20人のシーン）
  - ベストアクション男優（渡辺謙）
  - ベストアクション監督・コーディネーター（辻井啓伺）

## Blu-ray / DVD
発売元はワーナー・ブラザース ホームエンターテイメント。
- 許されざる者 Blu-ray（1枚組、2013年12月25日発売）
- 許されざる者 DVD（1枚組、2013年12月25日発売）
- 【初回限定生産】許されざる者 ブルーレイ&DVDセット 豪華版（3枚組、2014年2月19日発売）